# 岸信行 (教育学者)
岸 信行（きし のぶゆき、1944年 - ）は、日本の教育学者、倫理学者。中央大学理工学部教授。専門は教育学・教育哲学・倫理学。主な研究テーマはフリードリヒ・フレーベルの教育思想で、フレーベルに関する論文を多数発表。日本ペスタロッチー・フレーベル学会元副会長。

## 経歴
東京都生まれ。1969年、学習院大学文学部哲学科卒業。1971年、同大学院哲学専攻修士課程修了と同時に西ドイツへ渡る。テュービンゲン大学に3年半留学し、オットー・フリードリッヒ・ボルノウに師事。教育学、人間学を学んだ。
1976年より中央大学文学部・理工学部兼任講師、1980年理工学部専任講師、1991年より理工学部教授。1999年4月から2000年3月、理工学部50周年記念誌編集委員。2003年から2007年まで中央大学高等学校校長を務めた。
2015年、中央大学を定年退職、同大学名誉教授。

## 著書
- 『看護を支える人間学 人間関係における「対話」と「共感」』（錦光出版） 1979
- 『発達の諸相と教育の課題 ～一つの人間関係論～』 （めいけい出版） 1997
- 『心の教室 輝く時のなかで』（めいけい出版） 1999